# Kompressor (Signalverarbeitung)

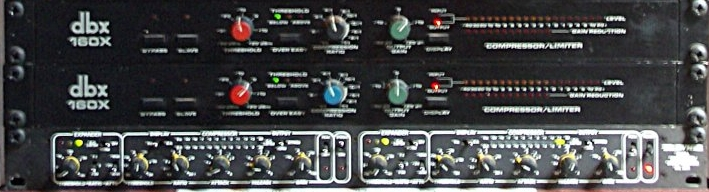
Drei Kompressoren: Oben zwei einkanalige Mono-Kompressoren, unten ein zweikanaliger bzw. Stereo-Kompressor

Mit Kompressor wird in der Tontechnik ein Effektgerät aus der Gruppe der Regelverstärker bezeichnet. Er gehört zur Gruppe der Dynamikprozessoren und dient der Einschränkung des Dynamikumfangs eines Tonsignals. Kompressoren existieren in Form von eigenständigen elektronischen Geräten und auch als Software innerhalb eines DSP oder einem Plug-in für DAWs.

## Funktionsweise

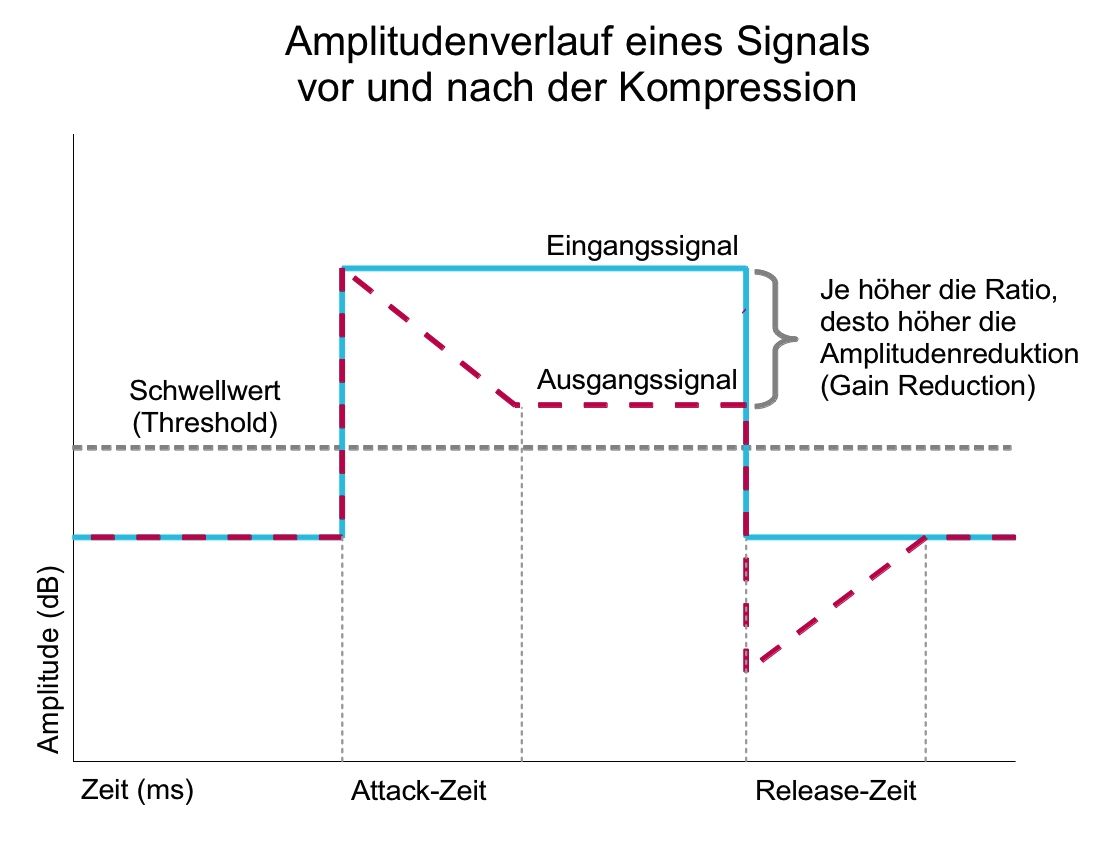
Veranschaulichung des zeitlichen Amplitudenverlaufs eines Signals vor und nach der Bearbeitung mit einem Kompressor

Bei Hardware-Kompressoren wir mittels eines Hüllkurvendemodulators aus dem Pegel eines Tonsignals eine Steuerspannung abgeleitet, die einem Stellelement zugeführt wird. In den meisten Kompressoren beeinflusst dann ein spannungsgesteuerter Verstärker den Pegel des zu bearbeitenden Signals. Der Dynamikverlauf wird damit komprimiert, d. h. der Lautstärkeunterschied zwischen den leisen und lauten Passagen wird reduziert. Bei Software-Kompressoren wird eine virtuelle Spannungsinformation, oft der TRMS-Wert als Steuersignal verwendet und einem Multiplizierer zugeführt.
Typische, einstellbare Parameter eines Kompressors sind
- Threshold: Der Threshold (Schwellenwert) bestimmt, von welchem Signalpegel an der Kompressor das Signal bearbeitet.
- Ratio: Dieser Wert beschreibt das Verhältnis zwischen dem Anstieg des unkomprimierten Eingangssignals und dem Anstieg des komprimierten Ausgangssignals über den eingestellten Schwellenwert (Threshold).[1] Beispiel Ratio 4:1: Wenn das Eingangssignal den Threshold um 4 dB übersteigt, steigt das Ausgangssignal nur um 1 dB an. Ab einer Ratio von 10:1 spricht man von einem Limiter.
- Attack: Attack ist die in Millisekunden kalibrierte Einschaltzeit/Einregelzeit des Kompressors und somit die Zeit, die der Kompressor benötigt, um nach Überschreiten des eingestellten Schwellenwerts (Threshold) das Ausgangssignal auf typischerweise 63 % der per Ratio eingestellten Dynamikreduktion herunterzuregeln.[2]
- Release: Release ist die in Millisekunden kalibrierte Ausschaltzeit/Ausregelzeit des Kompressors und somit die Zeit, die der Kompressor benötigt, um nach Unterschreiten des eingestellten Schwellenwerts (Threshold) das Ausgangssignal wieder auf dem unreduzierten Pegel weiterzuleiten.
- Makeup Gain: Mit Makeup Gain schließlich lässt sich der durch die eingestellte Kennlinie reduzierte Pegel wieder aufholen, so dass die Pegelspitzen des Signals wieder die gleiche Aussteuerung wie zuvor erreichen. Wird das in seinem Dynamikumfang reduzierte Signal in Gänze angehoben, wird folglich bei gleicher Lautstärke eine höhere Lautheit erzielt. Hierdurch können allerdings auch im Signal enthaltene Stör- und Nebengeräusche (Noise Floor) mit angehoben werden.

Eine der wichtigsten, wenn nicht gar die wichtigste Instrumentenanzeige eines Kompressors ist die Gain Reduction genannte optische Kontrollanzeige der Amplitudenreduktion. An dieser in dB kalibrierten Anzeige kann der Bedienende eines Kompressors ablesen, wie viel Reduktion im Signalweg tatsächlich stattfindet und wie schnell der Kompressor ein- und ausregelt.
Einige als „Klassiker“ geltende Kompressoren, wie z. B. die Modelle 1176LN der Firma Urei, oder LA-2A und LA-3A der Firma Teletronix, weisen nicht alle der oben genannten Parameter auf. Im Falle der letztgenannten sind Ratio und Threshold über den Regler Peak Reduction miteinander verknüpft, Attack- und Release-Zeiten passen sich innerhalb eines vorgegebenen Parameterbereiches automatisch dem Signalmaterial an.
Es gibt auch Kompressoren, die noch zusätzliche einstellbare Parameter aufweisen wie zum Beispiel das Idle Gain beim analogen Klassiker von Orban.

## Einsatzgebiete
Überall dort, wo Übersteuerungen durch plötzliche Lautstärkesprünge zu vermeiden sind, wo Unterschiede zwischen sehr leisen und sehr lauten Signalanteilen reduziert werden sollen (z. B. bei der Bearbeitung einer einzelnen Gesangsaufnahme in einem Tonstudio zur besseren Durchsetzbarkeit gegenüber den Instrumentalspuren), oder wo eine konsistente Lautheit von unterschiedlichen, gleichzeitig oder nacheinander zu hörenden Signalen gefordert ist (z. B. bei Konzerten, Rundfunksendungen oder in Diskotheken), kommen Kompressoren und ggf. Limiter zum Einsatz. Toningenieure und Tontechniker verbauen und verwenden Kompressoren meist in Racks, Musiker verwenden sie je nach Instrument (z. B. E-Gitarre) als gestalterisches Mittel in der Effektkette in ihrem Rig.
Auch bei der sogenannten Nachtschaltung bei Fernsehern, bei der die geringen Lautstärken etwas angehoben, der Signalpegel aber insgesamt gesenkt und dadurch besonders die lauten Passagen unterdrückt werden, wird ein Kompressor verwendet.

### Komprimierung von Einzelsignalen
Einzelsignale werden komprimiert, um den Dynamikverlauf zu glätten und somit leise Passagen verständlicher (weil lauter) zu machen, ohne dass laute Passagen zu laut oder unangenehm wirken. So besitzt beispielsweise die menschliche (Sing-)Stimme naturgemäß ein hohes Maß an Dynamik, die es in unbearbeiteter Form problematisch macht, den Gesang in einer typischen Pop-Mischung gegenüber den restlichen Spuren in den Vordergrund treten zu lassen. Mittels eines Kompressors können diese Pegelschwankungen ausgeglichen werden, wodurch ein stetig hoher Durchschnittspegel und somit eine deutlich verbesserte Signalpräsenz erzielt wird.
Auch zur Einhaltung der technischen Grenzen bei einer Musikaufnahme kann ein Kompressor eingesetzt werden (Vermeidung von Übersteuerungen besonders bei der digitalen Aufnahme). Hierbei wird das Originalsignal vor der Aufnahme in der Dynamik begrenzt.
Einzelsignale perkussiver Instrumente, beispielsweise des Schlagzeugs, werden auch zur gezielten Klangbearbeitung komprimiert. Durch Einstellen einer längeren Attack-Zeit bleibt das Anschlaggeräusch unbearbeitet und lässt sich dadurch unabhängig von der Ausschwingphase einstellen, indem letztere durch ein passend gewähltes Kompressionsverhältnis heruntergeregelt wird.

### Komprimierung von Summensignalen
Bei der Komprimierung eines fertigen Musikstückes werden z. B. nicht wahrnehmbare kurzzeitige Pegelspitzen abgeschwächt. Danach kann das Gesamtsignal verstärkt werden, ohne dass es zu einer Übersteuerung kommt. Das lautere Gesamtsignal bietet technische und psychoakustische Vorteile.
Häufig wird diese Technik bei Radiosendern eingesetzt (typisches Gerät: Optimod), um eine möglichst hohe Lautheit zu erreichen und so die der Störgeräusche in Autos zu übertreffen, aber auch, um eine akustische Durchsetzung im Vergleich zu anderen Sendern zu erzielen. Nicht selten wird dabei das oft schon stark vorkomprimierte Originalsignal eines Musikstückes vor dem Senden erneut komprimiert, wodurch es zu einer hörbaren negativen Veränderung des Klangs kommen kann.
Auch im Sprechfunk werden Kompressoren eingesetzt, um die Sendeleistung gleichmäßig und möglichst hoch aussteuern zu können, ohne die Sendeverstärker in den nichtlinearen verzerrenden Bereich zu treiben.

## Typen
Grundsätzlich wird zwischen Breitband- und Multiband-Kompressoren unterschieden. Wird der Pegel des gesamten Eingangssignals gleichmäßig bearbeitet, spricht man von einem Breitbandkompressor. Dieser Typ wird häufig auch als Singleband- oder Einband-Kompressor bezeichnet, was aber technisch ungenau ist, da ein Singleband-Kompressor durchaus nur in einem eingeschränkten Frequenzbereich arbeiten kann.

### Breitbandkompressor
Die Breitbandkompressorschaltung ist in der Tontechnik bei weitem die häufigste und kommt z. B. oft zum Einsatz, um Einzelsignalen einer Musikmischung mehr Durchsetzungsfähigkeit und Präsenz zu verleihen.
Breitband-Kompressorschaltungen stoßen jedoch prinzipbedingt an ihre Grenzen, sobald im Eingangssignal mehrere Dynamikverläufe gleichzeitig in verschiedenen Frequenzbereichen unabhängig voneinander ablaufen, wie es in einer Mischung mehrerer Einzelsignale der Fall ist. So kann z. B. der Einsatz eines Breitbandkompressors auf einer Musikmischung dazu führen, dass ein Pegelanstieg im Bassbereich zur Abschwächung des Gesamtpegels der Mischung führt (typisches Pumpen beim Einsatz der Bassdrum).

### Multibandkompressor
Speziell für die Pegelbearbeitung solcher komplexer Signale wurden Multibandkompressoren entwickelt, in denen das Eingangssignal vor der eigentlichen Bearbeitung mittels einer Frequenzweiche in mehrere Frequenzbänder aufgeteilt wird, von denen jedes einen von mehreren unabhängigen Kompressorschaltkreisen durchläuft, deren Ausgangssignale nach der Kompression wieder zusammengemischt werden. Auf diese Weise ist es möglich, komplexe und breitbandige Mischsignale homogen zu verdichten, ohne dabei die unnatürliche gegenseitige Beeinflussung verschiedener Frequenzbänder in Kauf nehmen zu müssen.
Da Multibandkompressoren grundlegend in das Klangbild einer Musikmischung eingreifen können und die komplexe Parametrisierung viel Erfahrung mit der Bedienung und der Arbeitsweise der Geräte voraussetzt, gibt es Versuche, die Einstellung des Kompressors zu automatisieren. So gibt es Geräte, die das zu bearbeitende Programmmaterial analysieren können und auf Basis der spektralen und dynamischen Eigenschaften versuchen, das Material möglichst homogen zu verdichten. Dadurch wird dem Signal jedoch eine bestimmte Klangästhetik aufgeprägt, die nicht immer mit dem musikalischen Charakter des Materials harmoniert.
Auch für kleinere Studios erschwingliche Multibandkompressoren gibt es erst seit Einzug der Digitaltechnik. Der große Schaltungsaufwand mit Frequenzweiche und je einem Kompressor pro Frequenzband lässt analoge Lösungen sehr aufwändig werden.

### Röhrenkompressor
Im Gegensatz zu Kompressoren mit Halbleiterschaltung kommt beim Röhrenkompressor als verstärkendes Bauteil eine Elektronenröhre zum Einsatz. Obwohl beide Bauteile die gleiche Aufgabe haben, können die klanglichen Veränderungen des bearbeiteten Materials sehr unterschiedlich sein, da je nach verwendetem Verstärker bauteil- und schaltungsspezifische Eigenschaften mit in das Klangmaterial einfließen.

### Optokompressor
Bei diesem Kompressor-Typ wird die Steuerspannung einer Leuchtdiode zugeführt, deren Helligkeit sich entsprechend ändert. Im Signalweg befindet sich ein Fototransistor oder ein Fotowiderstand, der die Funktion des Stellelements wahrnimmt. Besonders für die mit dem Fotowiderstand arbeitende Variante ist eine gewisse Trägheit im Regelverhalten charakteristisch, die oft als besonders musikalisch empfunden wird. Als Erfinder des Optokompressors wird in der Fachliteratur häufig der britische Tontechniker Joe Meek genannt.

## Sonderformen
Wird statt des Originalsignals zur Steuerung ein fremdes Signal eingesetzt, spricht man von „Sidechain“ oder „Ducking“. Hierbei wird das Originalsignal heruntergeregelt, wenn der Pegel des Steuersignals steigt. Typischer Anwendungsfall ist die automatische Herunterregelung der Musiklautstärke bei Ansagen des Moderators oder DJs im Radio. Daher haben einige DJ-Mischpulte eine solche Funktion direkt eingebaut (Talkover). Einige Stilrichtungen der Clubmusic verwenden als Stilmittel eine im Takt der Bassdrum pumpende Lautstärke innerhalb bestimmter Passagen eines Musikstücks. Um diesen „Ducking“-Effekt zu erzielen, wird das Signal der Bassdrum (oder, alternativ dazu, ein timeclockgesteuerter 4/4-Puls) dem Sidechain-Eingang des speziell zu diesem Zweck eingebundenen Kompressors zugeführt.

## Kritik
Durch den übermäßigen Einsatz von Dynamikkompressoren sowohl bei der Abmischung als auch der Übertragung von Musik wird eine Steigerung der Lautheit zu Lasten der Klangqualität erreicht. Diese Tendenz wird auch als Loudness War bezeichnet und steht seit Jahren in der Kritik. Unter anderem kritisierte die Zeitschrift „stereo“ in ihrer Ausgabe 9/2010 das Komprimieren von Musiktiteln heftig. Sie verglich exemplarisch die ursprüngliche Ausgabe einer CD mit einer später herausgegebenen Remastered Edition und stellte fest, dass beim Remastern häufig überkomprimiert werde. Die Zeitschrift interviewte Alan Parsons, der sich folgendermaßen dazu äußerte: „Es ist allerdings zur Mode geworden, zu stark zu komprimieren. Unter dem Aspekt von High Fidelity ist das ein Desaster!“
Tatsächlich ist es so, dass der gemittelte Lautstärkepegel heutiger CD-Produktionen deutlich über dem liegt, der noch in den 1980er und 1990er Jahren zu verzeichnen war. Gleichzeitig ist die Dynamik in heutigen CD-Produktionen stark gesunken. Einer der weltweit bekanntesten Mastering-Ingenieure, Bob Katz, der sich ebenfalls ausdrücklich gegen diesen Trend ausspricht, gab dazu an, dass viele Kunden dies aber so wünschten und Ingenieure, die dem nicht nachkommen, ihre Kunden verlieren. Inzwischen zeichnet es sich aber ab, dass ein Umdenken eingesetzt hat. Einige sehen den „Loudness War“ bereits als Geschichte an.